# Station Kynšperk nad Ohří
Station Kynšperk nad Ohří is een spoorwegstation in het dorpje Dolní Pochlovice in de Tsjechische gemeente Kynšperk nad Ohří. Het station ligt aan spoorlijn 140, tussen de steden Cheb en Sokolov. Het station wordt beheerd door de nationale spoorwegonderneming České dráhy in samenwerking met de Staatsorganisatie voor spoorweginfrastructuur (SŽDC).
Chomutov ↔ Málkov ↔ Kadaň-Prunéřov ↔ Klášterec nad Ohří ↔ Kotvina ↔ Perštejn ↔ Boč ↔ Stráž nad Ohří ↔ Vojkovice nad Ohří ↔ Ostrov nad Ohří ↔ Hájek ↔ Dalovice ↔ Karlovy Vary ↔ Karlovy Vary-Dvory ↔ Chodov ↔ Nové Sedlo u Lokte ↔ Královské Poříčí ↔ Sokolov ↔ Citice ↔ Hlavno ↔ Dasnice ↔ Kynšperk nad Ohří ↔ Nebanice ↔ Tršnice ↔ Cheb